# Almindelig bomuld
Almindelig Bomuld (Gossypium herbaceum) er en staude eller enårig plante med en opret eller løst buskagtig vækst. Hele planten er mildt giftig. Frugterne er kapsler, der ved modenhed sprænges, hvorved de lange, hvide frøhaler vælder frem. Fibrene fra frøhalerne har været brugt til fremstilling af tekstiler i flere tusind år.

## Beskrivelse
Bladene er spredtstillede, men næsten Løn-agtige. De er lappede og lysegrønne med brede, afrundede lapper. Blomsterne er gule, og hverken violette eller hvide blomster kendes for denne art. Blomsterne har tydelige svælgpletter på hvert kronblad. Frøkapslerne er noprede ved umodenhed og sidder i en krans af fligede højblade. Ved modenhed sprænges kapslen og de lange frøhaler vælder frem.
Højde x bredde og årlig tilvækst: 2 x 1,5 m (200 x 150 cm/år).

## Hjemsted
Den vilde, diploide form af Almindelig Bomuld vokser stadigvæk i det sydlige Afrika, hvor den findes i let skyggede og fugtige områder med åben skov eller krat. 
Langs floderne i Mozambique vokser den sammen med bl.a. Acacia nigrescens, Acacia nilotica, Acacia robusta, Combretum imberbe, Cyperus sexangularis, Dichrostachys cinerea, Diospyros mespiliformis, Echinochloa pyramidalis, Fnokurt, Gymnosporia senegalensis, Phoenix reclinata, Phyllanthus reticulatus, Skælhoved, Skærmaks, Typha capensis og Vernonia colorata.

## Anvendelse
Fibrene fra frøhalerne har været brugt til fremstilling af tekstiler i mindst 7000 år. De dyrkede sorter af denne art, som står meget tæt på den vilde underart Gossypium herbaceum subsp. africanus, har forholdsvis korte fibre, og dyrkes derfor mindre og mindre. Bevægelsen mod økologisk dyrkning ser dog ud til at give den en renæssance.
Der er store forskelle imellem de enkelte sorter hvad angår vækstform, behåring af bladene og længden af frøhalerne. Denne art har dog det fælles, at den er langt mere robust overfor skadegørere end de mere højtydende arter.
Desuden udvindes der en olie af frøene.